# 신지의 음반 외 활동 목록
다음은 대한민국의 가수 신지의 음반 외 활동 목록이다.
신지의 개인 활동만 기록합니다. 코요태 멤버로서 2인과 완전체로 출연한 방송 활동에 대해서는 코요태의 음반 외 활동 목록을 참고하십시오.

## 방송

### 진행(MC)
| 날짜                        | 방송사     | 방송명                                     | 비고                    |
| 2005년                      | 2005년     | 2005년                                     | 2005년                  |
| --------------------------- | ---------- | ------------------------------------------ | ----------------------- |
| 3월 5일 ~ 7월 30일          | MBC        | 생방송 음악캠프                            |                         |
| 9월 25일 ~ 10월 9일         | SBS        | 도전 1000곡                                | 256회 ~ 258회 스페셜 MC |
| 2006년                      |            |                                            |                         |
| 8월 20일 ~ 8월 27일         | SBS        | 도전 1000곡                                | 300회 ~ 301회 스페셜 MC |
| 11월 19일                   | SBS        | 결정! 맛대맛                               | 179회 스페셜 MC         |
| 2007년                      |            |                                            |                         |
| 10월 13일                   | 엠넷       | M 슈퍼콘서트                               |                         |
| 2008년                      |            |                                            |                         |
| 2월 5일                     | 엠넷       | M 슈퍼콘서트                               |                         |
| 2월 16일                    | 엠넷       | M 슈퍼콘서트                               |                         |
| 5월 14일 ~ 7월 10일         | 엠넷       | 문희준의 음악반란                          |                         |
| 5월 30일 ~ 6월 6일          | KBS joy    | 러브코치 스타팅                            |                         |
| 11월 23일 ~ 2011년 5월 1일  | SBS        | TV 동물농장                                |                         |
| 12월 27일 ~ 2009년 1월 31일 | MBC        | 찾아라! 맛있는 TV                          |                         |
| 2009년                      |            |                                            |                         |
| 3월 ~ 12월                  | TBS        | 김성환 신지의 한마음콘서트                 |                         |
| 2010년                      |            |                                            |                         |
| 5월 6일 ~ 7월 29일          | OBS경인TV  | 토크 樂 황금마이크                         |                         |
| 12월 6일 ~ 2011년 5월 30일  | MBC every1 | 식신원정대 시즌2                           |                         |
| 2014년                      |            |                                            |                         |
| 6월 22일                    | SBS        | 도전 1000곡                                | 299회 일일 MC           |
| 2016년                      |            |                                            |                         |
| 2월 28일 ~ 6월 5일          | SBS CNBC   | 식객남녀 잘 먹었습니다                     |                         |
| 3월 21일 ~ 6월 13일         | skyPetpark | 팔도견문록 시즌3                           |                         |
| 2020년                      |            |                                            |                         |
| 11월 14일 ~ 12월 26일       | SBS CNBC   | 인테리어머니2                              |                         |
| 12월 19일 ~ 2021년 1월 9일  | AXN 코리아 | 씨네마을                                   |                         |
| 2021년                      |            |                                            |                         |
| 4월 9일 ~ 5월 20일          | 유튜브     | 신중상회                                   |                         |
| 5월 11일 ~ 2022년 1월 19일  | 유튜브     | 걸어서 더샵 속으로 시즌1                   |                         |
| 8월 9일                     | 유튜브     | 어린이 통학차량 멈춤 캠페인 내가 늘 지켜요 | 특별 MC                 |
| 11월 23일 ~ 2022년 6월 28일 | 유튜브     | 셋바닥 프로덕션                            |                         |
| 12월 9일 ~ 2022년 2월 3일   | 유튜브     | KT&G 상상유니브 집.현.전                   | 경연 MC                 |
| 2022년                      |            |                                            |                         |
| 7월 22일 ~ 10월 5일         | 유튜브     | 걸어서 더샵 속으로 시즌2                   |                         |
| 8월 30일 ~ 10월 4일         | 유튜브     | 엄마아빠 화사다녀오겠습니다                |                         |
| 10월 5일                    | 유튜브     | 더샵 클래스                                |                         |
| 11월 15일 ~ 12월 13일       | 유튜브     | KT&G 상상유니브 집.현.전 2022              | 경연 MC                 |
| 2023년                      |            |                                            |                         |
| 1월 8일                     | SBS        | 미운 우리 새끼                             | 325회 스페셜 MC         |
| 6월 21일 ~ 11월 17일        | 유튜브     | 걸어서 더샵 속으로 시즌3                   |                         |
| 8월 27일 ~ 9월 17일         | 동아TV     | 스타일美7                                  |                         |
| 11월 12일 ~ 12월 24일       | 동아TV     | 스타일美8                                  |                         |
| 2024년                      |            |                                            |                         |
| 12월 8일 ~ 12월 25일        | 동아TV     | 스타일美11                                 |                         |
| 2025년                      |            |                                            |                         |
| 6월 8일 ~                   | 유튜브     | 어떠신지?!?                                |                         |

### 고정 출연
| 날짜                        | 방송사           | 방송명                           | 비고      |
| 2003년                      | 2003년           | 2003년                           | 2003년    |
| --------------------------- | ---------------- | -------------------------------- | --------- |
| 4월 20일 ~ 11월 2일         | SBS              | 사이언스파크                     |           |
| 2005년                      |                  |                                  |           |
| 12월 10일 ~ 2006년 3월 18일 | MBC              | 이미지 서바이벌                  |           |
| 2008년                      |                  |                                  |           |
| 3월 24일 ~ 7월 17일         | KBS2             | 경제 비타민                      |           |
| 3월 30일 ~ 10월 15일        | KBS2             | 대결 노래가 좋다                 |           |
| 4월 23일 ~ 9월 17일         | MBC every1       | 이경규의 복불복 쇼               | 고정 패널 |
| 2013년                      |                  |                                  |           |
| 1월 18일 ~ 8월 28일         | JTBC             | 여보세요                         |           |
| 2018년                      |                  |                                  |           |
| 9월 21일 ~ 11월 2일         | MBC              | 진짜 사나이 300                  |           |
| 2019년                      |                  |                                  |           |
| 2월 28일 ~ 5월 2일          | TV조선           | 내일은 미스트롯                  | 심사위원  |
| 2020년                      |                  |                                  |           |
| 1월 2일 ~ 3월 14일          | TV조선           | 내일은 미스트롯                  | 심사위원  |
| 3월 31일 ~ 6월 2일          | 엠넷             | 퀴즈와 음악사이                  |           |
| 10월 5일 ~ 12월 14일        | KBS2             | 전교톱10                         | 고정 패널 |
| 12월 17일 ~ 2021년 3월 4일  | TV조선           | 내일은 미스트롯 2                | 심사위원  |
| 2021년                      |                  |                                  |           |
| 10월 7일 ~ 12월 23일        | TV조선           | 내일은 국민가수                  | 심사위원  |
| 11월 5일 ~ 11월 26일        | CNTV             | 신문으로 본 그날                 |           |
| 11월 9일 ~ 11월 16일        | NBS 한국농업방송 | 내돈내산 은퇴생활                |           |
| 2022년                      |                  |                                  |           |
| 2월 17일 ~ 2023년 4월 21일  | TV조선           | 국가가 부른다                    |           |
| 12월 22일 ~ 2023년 3월 16일 | TV조선           | 미스터트롯2 - 새로운 전설의 시작 | 심사위원  |

### 게스트
- 특별 출연, 파일럿, 특집 포함

| 날짜                       | 방송사               | 방송명                                | 비고           |
| 2002년                     | 2002년               | 2002년                                | 2002년         |
| -------------------------- | -------------------- | ------------------------------------- | -------------- |
| 4월 11일                   | KBS2                 | 해피투게더 시즌1                      | 23회           |
| 2003년                     |                      |                                       |                |
| 5월 4일                    | MBC                  | 브레인 서바이버                       | 29회           |
| 5월 8일 ~ 5월 15일         | KBS 2TV              | 해피투게더 시즌1                      | 78회 ~ 79회    |
| 6월 8일                    | MBC                  | 러브하우스                            | 720회          |
| 7월 13일                   | MBC                  | 브레인 서바이버                       | 37회           |
| 8월 21일                   | KBS2                 | 해피투게더 시즌1                      | 93회           |
| 12월 8일                   | KBS2                 | 해피투게더 시즌1                      | 110회          |
| 2004년                     |                      |                                       |                |
| 4월 29일                   | KBS2                 | 해피투게더 시즌1                      | 129회          |
| 12월 18일                  | KBS2                 | 대한민국 1교시                        |                |
| 2005년                     |                      |                                       |                |
| 1월 2일 ~ 1월 9일          | KBS2                 | 스타 골든벨                           |                |
| 1월 6일                    | SBS                  | 웃음을 찾는 사람들                    | 86회           |
| 1월 8일                    | SBS                  | 솔로몬의 선택                         | 127회          |
| 1월 23일                   | MBC                  | 브레인 서바이버                       | 114회          |
| 2월 6일                    | KBS2                 | MC 최강전 일단 뛰어!                  |                |
| 2월 6일                    | KBS2                 | 도전! 빙고왕                          |                |
| 2월 6일 / 2월 8일          | KBS2                 | 비타민                                | 81회 ~ 설 특집 |
| 2월 13일                   | KBS2                 | 비타민                                | 82회           |
| 2월 17일                   | MBC                  | 사기사냥 꾼                           | 파일럿         |
| 4월 1일                    | 엠넷                 | 닥터노의 즐길거리                     |                |
| 5월 9일                    | MBC                  | 전파견문록                            | 277회          |
| 9월 19일                   | KBS2                 | 박수홍 박경림의 좋은 사람 소개시켜줘  |                |
| 9월 24일                   | KBS2                 | 위기탈출 넘버원                       | 11회           |
| 10월 2일                   | KBS2                 | 스타 골든벨                           |                |
| 10월 10일                  | SBS                  | 솔로몬의 선택                         | 164회          |
| 10월 16일 ~ 10월 23일      | SBS                  | X맨을 찾아라                          | 54회 ~ 55회    |
| 10월 29일                  | KBS2                 | 위기탈출 넘버원                       | 16회           |
| 11월 7일                   | MBC                  | 스타스폐셜 생각난다                   | 3회            |
| 11월 30일                  | MBC                  | 웃는 Day                              | 6회            |
| 12월 10일                  | KBS2                 | 스타 골든벨                           |                |
| 12월 17일                  | KBS2                 | 위기탈출 넘버원                       | 23회           |
| 12월 18일                  | KBS2                 | 박수홍 박경림의 좋은 사람 소개시켜줘  |                |
| 2006년                     |                      |                                       |                |
| 1월 6일 ~ 1월 20일         | MBC                  | 공감토크쇼 놀러와                     | 80회 ~ 82회    |
| 1월 14일                   | KBS2                 | 스타 골든벨                           |                |
| 1월 22일 ~ 1월 29일        | SBS                  | X맨을 찾아라                          | 68회 ~ 69회    |
| 1월 29일                   | MBC                  | 스타 댄스배틀                         |                |
| 3월 7일                    | SBS                  | 비법 대공개                           | 19회           |
| 3월 18일                   | KBS2                 | 스펀지                                |                |
| 3월 26일 ~ 4월 2일         | SBS                  | X맨을 찾아라                          | 77회 ~ 78회    |
| 3월 26일                   | KBS2                 | 비타민                                | 138회          |
| 4월 1일                    | KBS2                 | 위기탈출 넘버원                       | 35회           |
| 4월 8일                    | KBS2                 | 스타 골든벨                           |                |
| 4월 21일                   | SBS                  | 있다! 없다?                           | 22회           |
| 4월 21일                   | MBC                  | 공감토크쇼 놀러와                     | 95회           |
| 4월 22일                   | KBS2                 | 스타 골든벨                           |                |
| 4월 24일                   | SBS                  | 솔로몬의 선택                         | 192회          |
| 5월 7일                    | SBS                  | X맨을 찾아라                          | 83회           |
| 5월 14일                   | KBS2                 | 노벨의 식탁                           |                |
| 6월 4일                    | MBC                  | 돌아온 몰래카메라                     | 31회, 신지 편  |
| 6월 17일                   | KBS2                 | 스펀지                                |                |
| 6월 23일                   | SBS                  | 있다! 없다?                           | 30회           |
| 7월 9일                    | MBC                  | 동안클럽                              |                |
| 7월 22일                   | KBS2                 | 위기탈출 넘버원                       | 50회           |
| 7월 23일                   | SBS                  | X맨을 찾아라                          | 95회           |
| 8월 6일 ~ 8월 27일         | KBS2                 | 날아라 슛돌이                         |                |
| 9월 6일                    | 엠넷                 | 와이드 연예뉴스                       | [ 7 ]          |
| 9월 16일                   | KBS2                 | 위기탈출 넘버원                       | 58회           |
| 9월 23일                   | KBS2                 | 스펀지                                |                |
| 9월 24일                   | MBC                  | 일요스타워즈 전화받으세요             |                |
| 10월 2일                   | KBS2                 | 스타 골든벨                           |                |
| 10월 5일                   | MBC                  | 내 주먹이 운다                        | 추석 특집      |
| 10월 7일                   | KBS1                 | 가족오락관                            | 1110회         |
| 10월 15일 ~ 10월 22일      | SBS                  | X맨을 찾아라                          | 105회 ~ 106회  |
| 10월 20일                  | MBC                  | 공감토크쇼 놀러와                     | 116회          |
| 11월 4일                   | MBC                  | 좋다                                  | 가을 개편 특집 |
| 11월 26일                  | MBC                  | 말 달리자                             |                |
| 12월 24일                  | MBC                  | 말 달리자                             |                |
| 2007년                     |                      |                                       |                |
| 3월 11일                   | KBS2                 | 쾌남시대                              |                |
| 4월 13일                   | MBC                  | 놀러와                                | 139회          |
| 4월 22일                   | MBC                  | 말달리자                              |                |
| 4월 27일                   | SBS                  | 있다! 없다?                           | 71회           |
| 5월 20일                   | MBC                  | 몰래카메라                            |                |
| 5월 26일                   | KBS2                 | 스타 골든벨                           |                |
| 6월 8일 ~ 6월 15일         | MBC                  | 공감토크쇼 놀러와                     | 147회 ~ 148회  |
| 8월 23일                   | KBS2                 | 해피투게더 시즌3                      | 8회            |
| 8월 25일                   | SBS                  | 놀라운 대회 스타킹                    | 31회           |
| 8월 26일                   | SBS                  | 퀴즈 육감대결                         | 17회           |
| 9월 1일                    | SBS                  | 놀라운 대회 스타킹                    | 중국 특집      |
| 9월 1일                    | KBS2                 | 스펀지                                | 200회          |
| 9월 2일                    | MBC                  | 동안클럽                              |                |
| 9월 15일 ~ 9월 22일        | SBS                  | 놀라운 대회 스타킹                    | 34회 ~ 35회    |
| 9월 23일                   | KBS2                 | 퀴즈콘서트 씽씽씽                     | 추석 특집      |
| 9월 24일                   | MBC                  | 2007 스타 몸짱 선발대회               | 추석 특집      |
| 9월 24일                   | KBS2                 | 미남들의 수다                         | 추석 특집      |
| 9월 26일                   | MBC                  | Mr.쎄로의 슈퍼매직쇼                  |                |
| 10월 7일                   | KBS2                 | 1박 2일 시즌1                         | 10회 ~ 12회    |
| 10월 15일                  | KBS2                 | 경제 비타민                           |                |
| 10월 30일                  | KBS2                 | 상상플러스                            |                |
| 11월 11일                  | SBS                  | 퀴즈 육감대결                         | 28회           |
| 11월 24일                  | KBS2                 | 스타 골든벨                           |                |
| 11월 25일                  | SBS                  | 기적의 승부사                         | 3회            |
| 11월 30일                  | MBC                  | 도전 예의지왕                         | 4회            |
| 12월 9일                   | KBS2                 | 두뇌왕 아인슈타인                     |                |
| 12월 28일                  | MBC                  | 도전! 예의지왕                        |                |
| 12월 30일                  | SBS                  | 기적상회                              |                |
| 12월 30일 ~ 2008년 1월 6일 | SBS                  | 기적의 승부사                         | 8회 ~ 10회     |
| 2008년                     |                      |                                       |                |
| 1월 13일                   | KBS2                 | 불후의 명곡                           | 37회           |
| 1월 26일                   | KBS2                 | 스타 골든벨                           |                |
| 2월 3일                    | KBS2                 | 비타민                                | 229회          |
| 2월 6일                    | SBS                  | 있다! 없다?                           | 110회          |
| 2월 6일                    | MBC                  | 앙코르 Mr. 쎄로의 슈퍼매직쇼          | 추석 특집      |
| 2월 7일                    | SBS                  | 스타 한소절 대격돌                    | 설 특집        |
| 2월 8일                    | SBS                  | TV 속담 동의보감                      | 설 특집        |
| 2월 8일                    | SBS                  | 절대 풀 수 없다! 미스터리 매직쇼      | 설 특집        |
| 2월 17일                   | MBC                  | 환상의 짝꿍 사랑의 교실               | 39회           |
| 3월 1일 ~ 3월 8일          | KBS2                 | 스펀지                                |                |
| 3월 2일 ~ 3월 9일          | KBS2                 | 두뇌왕 아인슈타인                     |                |
| 3월 9일                    | SBS                  | 기적의 승부사                         | 17회           |
| 3월 21일                   | MBC 드라마넷         | 식신원정대                            | 12회           |
| 3월 23일                   | KBS2                 | 두뇌왕 아인슈타인                     |                |
| 3월 28일                   | MBC                  | 도전 예의지왕                         | 21회           |
| 4월 9일                    | KBS joy              | 미남들의 포차                         |                |
| 4월 27일                   | KBS2                 | 불후의 명곡                           | 52회           |
| 5월 2일                    | Olive                | 쇼핑킹                                | [ 10 ]         |
| 5월 10일                   | KBS2                 | 스펀지                                |                |
| 5월 16일                   | SBS                  | 공통점을 찾아라                       | 8회            |
| 5월 25일                   | KBS2                 | 불후의 명곡                           | 56회           |
| 5월 27일                   | Olive                | 쇼핑킹                                |                |
| 5월 31일                   | KBS2                 | 스타 골든벨                           |                |
| 6월 1일                    | MBC                  | 환상의 짝꿍 사랑의 교실               | 52회           |
| 6월 15회                   | KBS2                 | 사이다                                | 11회           |
| 7월 13회                   | KBS2                 | 사이다                                |                |
| 7월 19일                   | KBS2                 | 스타 골든벨                           |                |
| 7월 26일                   | 투니버스             | 케로로파이터                          | 38회           |
| 7월 27일                   | MBC                  | 세바퀴                                |                |
| 7월 30일 ~ 8월 13일        | MBC                  | 황금어장 라디오스타                   | 60회 ~ 61회    |
| 8월 16일                   | MBC                  | 브레인 배틀                           | 19회           |
| 8월 16일                   | KBS2                 | 신동엽, 신봉선의 샴페인               | 15회           |
| 8월 17일                   | SBS                  | 도전 1000곡                           | 20회           |
| 8월 29일 ~ 9월 5일         | MBC 드라마넷         | 삼색녀 토크쇼                         |                |
| 9월 6일                    | KBS2                 | 스타 골든벨                           | 201회          |
| 9월 6일                    | KBS2                 | 스펀지                                |                |
| 9월 7일                    | KBS2                 | 사이다                                |                |
| 9월 8일                    | SBS                  | TV로펌 솔로몬                         | 19회           |
| 9월 13일                   | KBS1                 | 가족오락관                            | 1028회         |
| 9월 14일                   | MBC                  | 환상의 짝꿍 사랑의 교실               | 65회           |
| 9월 15일                   | KBS2                 | 쇼! 신발장                            | 추석특집       |
| 9월 15일                   | KBS2                 | 빅스타 X파일                          | 추석특집       |
| 9월 15일                   | MBC                  | 신세대 트로트 청백전                  | 추석특집       |
| 10월 12일                  | KBS2                 | 스쿨림픽                              | 204회          |
| 11월 2회                   | KBS2                 | 사이다                                |                |
| 11월 8일                   | KBS2                 | 스펀지                                |                |
| 2012년                     |                      |                                       |                |
| 8월 5일                    | KBS2                 | 세대공감 토요일                       | 132회          |
| 10월 17일                  | SBS                  | 한밤의 TV연예                         | 383회          |
| 2013년                     |                      |                                       |                |
| 6월 12일                   | MBC                  | 황금어장 라디오스타                   | 332회          |
| 7월 27일                   | KBS2                 | 세대공감 토요일                       | 183회          |
| 9월 14일                   | MBC                  | 세바퀴                                | 220회          |
| 9월 25일                   | SBS                  | 한밤의 TV연예                         | 429회          |
| 2015년                     |                      |                                       |                |
| 4월 8일                    | KBS2                 | 비타민                                | 577회          |
| 6월 14일 ~ 6월 28일        | KBS2                 | 1박 2일 시즌3                         | 397회 ~ 399회  |
| 12월 5일                   | JTBC                 | 히든싱어 시즌4                        | 10회, 신지 편  |
| 2016년                     |                      |                                       |                |
| 1월 14일                   | KBS2                 | 비타민                                | 613회          |
| 6월 21일                   | TV조선               | 솔깃한 연예토크 호박씨                | 56회           |
| 10월 16일                  | JTBC                 | 김제동의 톡투유 - 걱정 말아요! 그대   | 76회           |
| 2017년                     |                      |                                       |                |
| 1월 4일                    | MBC                  | 황금어장 라디오스타                   | 508회          |
| 2018년                     |                      |                                       |                |
| 7월 30일                   | KBS2                 | 대국민 토크쇼 안녕하세요              | 374회          |
| 8월 2일                    | 히스토리, 유튜브     | 뇌피셜                                | 3회            |
| 2019년                     |                      |                                       |                |
| 2월 10일 ~ 2월 17일        | SBS                  | 미운 우리 새끼                        | 125회 ~ 126회  |
| 3월 21일                   | tvN                  | 인생술집                              | 115회          |
| 7월 19일                   | JTBC2                | 악플의 밤                             | 5회            |
| 8월 25일 ~ 9월 1일         | tvN                  | 플레이어                              | 7회 ~ 8회      |
| 9월 29일                   | MBC                  | 미스터리 음악쇼 복면가왕              | 222회          |
| 10월 5일 ~ 10월 12일       | MBN                  | 자연스럽게                            | 10회 ~ 11회    |
| 10월 30일                  | MBC every1           | 대한외국인                            | 55회           |
| 11월 2일                   | KBS1                 | 노래가 좋아                           | 143회          |
| 2020년                     |                      |                                       |                |
| 1월 1일 ~ 1월 8일          | 채널A                | 리와인드 - 시간을 달리는 게임         | 23회 ~ 24회    |
| 1월 24일                   | 엠넷                 | 너의 목소리가 보여 시즌7              | 2회            |
| 2월 8일                    | EBS                  | 싱어즈 - 시대와 함께 울고 웃다        | 8회            |
| 3월 8일                    | MBN                  | 알토란                                | 273회          |
| 3월 13일                   | 엠넷                 | 너의 목소리가 보여 시즌7              | 9회            |
| 3월 16일                   | tvN                  | 케이팝 어학당 - 노랫말싸미            | 6회            |
| 4월 7일                    | MBC every1           | 비디오스타                            | 191회          |
| 4월 25일                   | MBC                  | 오! 나의 파트, 너                     | 4회            |
| 6월 14일 ~ 6월 21일        | MBC                  | 미스터리 음악쇼 복면가왕              | 259회 ~ 260회  |
| 6월 22일                   | KBS1                 | 아침마당                              | 8656회         |
| 6월 24일                   | LG헬로비전           | 셰프의 팔도밥상                       | 16회           |
| 7월 12일                   | KBS1                 | 전국노래자랑                          | 특집           |
| 7월 20일                   | KBS1                 | 우리말 겨루기                         | 819회          |
| 7월 26일 ~ 8월 2일         | MBC                  | 선을 넘는 녀석들 - 리턴즈             | 48회 ~ 49회    |
| 8월 14일                   | JTBC                 | 히든싱어 시즌6                        | 2회            |
| 10월 4일                   | EBS 플러스 2         | 장학퀴즈                              | 1116회         |
| 10월 16일                  | JTBC                 | 히든 싱어 시즌6                       | 11회           |
| 10월 16일 ~ 10월 23일      | MBN                  | 대한민국 팔도 명물 인증쇼, 나야나     | 2회 ~ 3회      |
| 10월 17일                  | KBS                  | 퀴즈 위의 아이돌                      | 13회           |
| 11월 18일                  | LG헬로비전           | 셰프의 팔도밥상                       | 36회           |
| 11월 29일                  | 중화TV               | 위클리 차이나우                       | 183회          |
| 12월 2일                   | 엠넷                 | 꼭가마                                | 12회           |
| 12월 3일                   | TV조선               | 신청곡을 불러드립니다 - 사랑의 콜센타 | 34회           |
| 2021년                     |                      |                                       |                |
| 1월 10일                   | 채널A                | 산전수전 여고동창생                   | 8회            |
| 2월 14일                   | MBC                  | 구해줘! 홈즈                          | 95회           |
| 5월 27일                   | KBS joy              | 썰바이벌                              | 16회           |
| 6월 13일                   | KBS2                 | 사장님 귀는 당나귀 귀                 | 112회          |
| 6월 13일                   | MBC                  | 구해줘! 홈즈                          | 112회          |
| 6월 16일                   | MBC                  | 황금어장 라디오스타                   | 725회          |
| 7월 15일                   | MBC                  | 심야괴담회                            | 18회           |
| 7월 23일                   | 유튜브               | 그늘집                                | 3회            |
| 7월 28일                   | MBC every1           | 대한외국인                            | 146회          |
| 8월 3일                    | KBS joy              | 연애의 참견 시즌3                     | 83회           |
| 8월 4일                    | 엠넷                 | TMI NEWS                              | 78회           |
| 8월 8일 ~ 8월 15일         | MBC                  | 미스터리 음악쇼 복면가왕              | 317회 ~ 318회  |
| 8월 19일                   | MBC                  | 심야괴담회                            | 23회           |
| 9월 5일 ~ 9월 12일         | MBC                  | 미스터리 음악쇼 복면가왕              | 321회          |
| 9월 16일                   | iTQ                  | 별에서 온 퀴즈                        | 11회           |
| 9월 19일                   | MBC                  | 구해줘! 홈즈                          | 124회          |
| 9월 25일                   | MBC강원영동          | 여기 한 번 살아볼까?                  | 9회            |
| 11월 1일                   | MBC every1           | 떡볶이집 그 오빠                      | 5회            |
| 11월 8일 ~ 11월 15일       | MBC                  | 안싸우면 다행이야                     | 54회 ~ 55회    |
| 11월 16일                  | LG헬로비전, 국악방송 | 팔도밥상 플러스                       | 28회           |
| 2022년                     |                      |                                       |                |
| 1월 23일 ~ 1월 30일        | MBC                  | 미스터리 음악쇼 복면가왕              | 341회 ~ 342회  |
| 1월 27일                   | TV조선               | 내일은 국민가수 올스타전              |                |
| 1월 31일                   | TV조선               | 개나리학당                            | 3회            |
| 3월 1일                    | 채널S                | 진격의 할매                           | 6회            |
| 5월 1일                    | KBS1                 | 근로자 가요제                         | [ 26 ]         |
| 5월 11일                   | 채널S, 더라이프      | 김구라의 라떼9                        | 4회            |
| 6월 2일                    | 채널S                | 다시 갈 지도                          | 12회           |
| 6월 12일 ~ 6월 19일        | MBC                  | 미스터리 음악쇼 복면가왕              | 359회 ~ 360회  |
| 9월 1일                    | IHQ                  | 돈쭐 내러왔습니다 시즌2               | 23회           |
| 9월 4일 ~ 9월 18일         | KBS2                 | 1박 2일 시즌4                         | 141회 ~ 143회  |
| 9월 9일                    | JTBC                 | 히든싱어 시즌7                        | 4회            |
| 10월 4일                   | JTBC                 | 히든싱어 시즌7                        | 9회            |
| 11월 14일                  | MBC                  | 안싸우면 다행이야                     | 54회           |
| 12월 19일                  | MBC                  | 안싸우면 다행이야                     | 103회          |
| 2023년                     |                      |                                       |                |
| 6월 11일                   | 채널A                | 이제 만나러 갑니다                    | 599회          |
| 6월 19일 ~ 6월 26일        | MBC                  | 안싸우면 다행이야                     | 128회 ~ 129회  |
| 9월 25일                   | JTBC                 | 톡파원 25시                           | 81회           |
| 2024년                     |                      |                                       |                |
| 2월 29일                   | SBS                  | 꼬리에 꼬리를 무는 그날 이야기        | 117회          |
| 4월 28일                   | MBC                  | 미스터리 음악쇼 복면가왕              | 448회          |
| 5월 10일                   | KBS2                 | 2TV 생생정보                          | 2047회         |
| 5월 27일 ~ 6월 3일         | MBC                  | 푹 쉬면 다행이야                      | 5회 ~ 6회      |
| 6월 13일                   | K-STAR, LG헬로비전   | 제철 요리해 주는 옆집 누나 시즌3      | 6회            |
| 8월 5일                    | 채널A                | 절친 토큐멘터리 4인용 식탁            | 48회           |
| 9월 11일                   | 채널A                | 요즘 남자 라이프 - 신랑수업           | 131회          |
| 10월 30일                  | 유튜브               | 노빠꾸탁재훈                          | 18회           |
| 12월 17일                  | 채널S                | 임원희의 미식전파사                   | 8회            |
| 2025년                     |                      |                                       |                |
| 1월 27일 ~ 2월 3일         | MBC                  | 푹 쉬면 다행이야                      | 33회 ~ 34회    |
| 1월 28일                   | JTBC                 | 한문철의 블랙박스 리뷰                | 113회          |
| 3월 29일 ~ 4월 19일        | KBS2                 | 살림하는 남자들                       | 385회 ~ 388회  |
| 4월 6일 ~ 4월 13일         | KBS2                 | 사장님 귀는 당나귀 귀                 | 300회 ~ 301회  |
| 4월 14일 ~ 4월 21일        | MBC                  | 푹 쉬면 다행이야                      | 44회 ~ 45회    |
| 5월 24일 ~ 5월 31일        | KBS2                 | 살림하는 남자들                       | 393회 ~ 394회  |
| 7월 1일                    | 채널S                | 임원희의 미식전파사                   | 24회           |
| 7월 15일                   | SBS                  | 신발 벗고 돌싱포맨                    | 192회          |
| 8월 18일                   | 채널A                | 절친 토큐멘터리 4인용 식탁            | 101회          |
| 8월 18일 ~ 8월 25일        | MBC                  | 푹 쉬면 다행이야                      | 61회 ~ 62회    |
| 8월 29일                   | KBS2                 | 신상출시 편스토랑                     |                |

## 라디오
MBC 표준FM: 싱글벙글쇼 (2021년 3월 29일 ~ 2024년 6월 2일)

## 드라마
| 연도   | 방송사 | 방송명           | 배역 | 비고           |
| ------ | ------ | ---------------- | ---- | -------------- |
| 2002년 | SBS    | 레츠고           | 신지 | 34회 특별 출연 |
| 2006년 | MBC    | 거침없이 하이킥! | 신지 | 주연           |
| 2009년 | MBC    | 지붕뚫고 하이킥! | 신지 | 81회 특별 출연 |

## 광고 및 홍보대사

### 광고
| 연도   | 기업명       | 브랜드명         | 비고      |
| ------ | ------------ | ---------------- | --------- |
| 2001년 | 오뚜기       | 철판볶음면       | TV 광고   |
| 2002년 | SK텔레콤     | TTL ting         | TV 광고   |
| 2009년 | (주)티비비씨 | 코리안바베큐치킨 | 지면 광고 |

### 홍보대사
| 연도   | 홍보대사                                       |
| ------ | ---------------------------------------------- |
| 2001년 | 한국 어린이 보호 재단 청소년 선도 홍보대사     |
| 2002년 | 인천광역시 선거관리위원회 공명선거 홍보대사    |
| 2003년 | 제16회 정보문화의달 정보통신 윤리 홍보대사     |
| 2005년 | 한국청소년연맹 청소년 책읽기 운동 3기 홍보대사 |
| 2009년 | 제1회 세계 슬로우걷기축제 홍보대사             |
| 2009년 | 여자프로농구 명예홍보대사                      |
| 2009년 | 2009 인천 방문의 해 민간홍보대사               |
| 2009년 | 인천광역시 문화관광 홍보대사                   |
| 2015년 | 풋사과에 빠지다 홍보모델                       |
| 2016년 | 천하제일 삼국지 홍보모델                       |
| 2021년 | 인천광역시 남동구 홍보대사                     |